# Северна Маријанска Острва на Светском првенству у атлетици на отвореном 2011.
Северна Маријанска острва су учествовала на 13. Светском првенству у атлетици на отвореном 2011. одржаном у Тегу од 27. августа до 4. септембра. Репрезентацију Северно Маријанских острва представљала су 2 такмичара (1 мушкарац и 1 жена) који се такмичили у 2 дисциплине (1 мушка и 1 женска).,
На овом првенству Северна Маријанска острва нису освојила ниједну медаљу али је оборен један лични рекорд.

## Учесници
| Мушкарци: - Орин Огуморо Фармин — 100 м | Жене: - Ивон Бенет — 100 м |

## Резултати

### Мушкарци
| Атлетичар           | Дисциплина | Лични рекорд | Предтакмичење | Предтакмичење | Квалификације        | Квалификације        | Полуфинале           | Полуфинале           | Финале               | Финале       | Детаљи |
| Атлетичар           | Дисциплина | Лични рекорд | Резултат      | Место         | Резултат             | Место                | Резултат             | Место                | Резултат             | Место        | Детаљи |
| ------------------- | ---------- | ------------ | ------------- | ------------- | -------------------- | -------------------- | -------------------- | -------------------- | -------------------- | ------------ | ------ |
| Орин Огуморо Фармин | 100 м      |              | 12,60 ЛР      | 8. у гр. 3    | Није се квалификовао | Није се квалификовао | Није се квалификовао | Није се квалификовао | Није се квалификовао | 28 / 71 (75) |        |

### Жене
| Атлетичарка | Дисциплина | Лични рекорд | Предтакмикчење | Предтакмикчење | Квалификације         | Квалификације         | Полуфинале            | Полуфинале            | Финале                | Финале       | Детаљи |
| Атлетичарка | Дисциплина | Лични рекорд | Резултат       | Место          | Резултат              | Место                 | Резултат              | Место                 | Резултат              | Место        | Детаљи |
| ----------- | ---------- | ------------ | -------------- | -------------- | --------------------- | --------------------- | --------------------- | --------------------- | --------------------- | ------------ | ------ |
| Ивон Бенет  | 100 м      | 12,37        | 12,78          | 4. у гр. 5     | Није се квалификовала | Није се квалификовала | Није се квалификовала | Није се квалификовала | Није се квалификовала | 20 / 68 (73) |        |